# Love and Other Demons

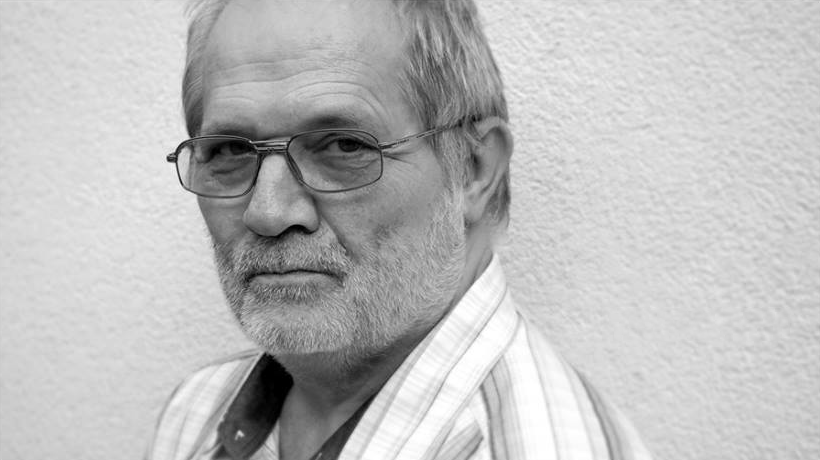
Eötvös Péter (1944-2024).

Love and Other Demons (El amor y otros demonios) es una ópera en dos actos con música de Péter Eötvös y libreto del autor húngaro Kornél Hamvai. Se estrenó el 10 de agosto de 2008 en el Festival de Glyndebourne. El libreto se basa en la novela Del amor y otros demonios (1994) de Gabriel García Márquez. La ópera es el resultado de un encargo de Glyndebourne y la BBC; se retransmitió plenamente en BBC Radio 3 el sábado, 11 de octubre de 2008.
En las estadísticas de Operabase aparece con seis representaciones en el período 2005-2010, siendo la más representada de Péter Eötvös.

## Personajes
| Personaje                                | Tesitura                             | Reparto del estreno, 10 de agosto de 2008 Director: Vladímir Yúrovski |
| ---------------------------------------- | ------------------------------------ | --------------------------------------------------------------------- |
| Sierva María                             | soprano                              | Allison Bell                                                          |
| Don Ygnacio, un marqués y padre de María | tenor                                | Robert Brubaker                                                       |
| Padre Cayetano Delaura                   | barítono                             | Nathan Gunn                                                           |
| Abrenuncio, un doctor                    | tenor                                | John Graham-Hall                                                      |
| Don Toribio, el obispo                   | bajo                                 | Mats Almgren                                                          |
| Dominga de Adviento, una sirvienta       | mezzosoprano                         | Marietta Simpson                                                      |
| Josefa Miranda, la abadesa               | mezzosoprano                         | Felicity Palmer                                                       |
| Martina Laborde, una mujer enloquecida   | mezzosoprano                         | Jean Rigby                                                            |
| Orquesta                                 | Orquesta                             | Orquesta Filarmónica de Londres                                       |
| Director                                 | Director                             | Silviu Purcărete                                                      |
| Dramaturgia                              | Dramaturgia                          | Edward Kemp                                                           |
| Diseño de vestuario y de iluminación     | Diseño de vestuario y de iluminación | Helmut Stürmer                                                        |
| Proyección de vídeo                      | Proyección de vídeo                  | Andu Dumitrescu                                                       |
| Coro Maestro de coro                     | Coro Maestro de coro                 | El coro de Glyndebourne Thomas Blunt                                  |

En Glyndebourne, la representación duró 3 horas y 50 minutos, incluyendo un intervalo de 1 hora y 20 minutos. La puesta en escena es una coproducción con el Teatro de Ballet y Ópera Nacional de Lituania.